# Глазко, Галина Алексеевна
Галина Алексеевна Глазко (укр. Галина Олексіївна Глазко; род. 18 февраля 1944, Краснополянское) — советская и украинская спортсменка и тренер; Мастер спорта СССР в лыжных гонках (1963) и биатлоне (1976), Заслуженный тренер Украины (2000).

## Биография
Родилась 18 февраля 1944 года в селе Краснополянское Свердловской области.
В 1966 году окончила Киевский институт физической культуры. Многократная победительница и призёрка всесоюзных и международных соревнований, зимних спартакиад и чемпионатов Украинской ССР. По окончании спортивной карьеры, с 1990 года, работала в Школе высшего спортивного мастерства в Киеве. Вырастила ряд известных спортсменов, в числе которых — О. Деясова, Р. Лейбюк, И. Тереля.
В последние годы занимается воспитанием спортсменов с ограниченными возможностями, работает старшим тренером киевского отделения «Инваспорт».
В 2019 году награждена орденом «За заслуги» 2-й степени.